# إليزابيث شتاينر
إليزابيث شتاينر (بالألمانية: Elisabeth Steiner) هي قاضية ومحامية نمساوية، ولدت في 21 مارس 1956 في فيينا في النمسا.